# Super G hommes des championnats du monde de ski alpin 2021
Navigation
Édition précédente Édition suivante
Le Super-G hommes des championnats du monde de ski alpin 2021, disputé le 11 février, est remporté par le leader de la discipline en Coupe du monde Vincent Kriechmayr. Les deux skieurs qui l'accompagnent sur le podium créent la surprise : Romed Baumann, 35 ans, parti avec le dossard n° 20 et transfuge de l'équipe autrichienne, puisqu'il court maintenant pour l'Allemagne, et Alexis Pinturault dont ce n'est pas la spécialité, et qui n'avait jamais encore été médaillé en Super-G aux Mondiaux ou aux Jeux olympiques et dont le dernier podium en Super-G remontait à 2014.
De nombreux skieurs, notamment les trois premiers partants, sortent au même endroit après environ 30 secondes de course à la réception d'un saut, sur la piste « Vertigine » où n’avait eu lieu jusqu’ici aucune course masculine en Coupe du monde.

## Résultats
Le départ de la course a été donné à 13 h 00.
| Place                     | Dossard | Nom                   | Pays             | Temps       | Écart       |
| ------------------------- | ------- | --------------------- | ---------------- | ----------- | ----------- |
| Médaille d'or, monde      | 5       | Vincent Kriechmayr    | Autriche         | 1:19.41     | —           |
| Médaille d'argent, monde  | 20      | Romed Baumann         | Allemagne        | 1:19.48     | +0.07       |
| Médaille de bronze, monde | 10      | Alexis Pinturault     | France           | 1:19.79     | +0.38       |
| 4                         | 28      | Brodie Seger          | Canada           | 1:19.83     | +0.42       |
| 5                         | 8       | Dominik Paris         | Italie           | 1:19.96     | +0.55       |
| 6                         | 9       | Matthias Mayer        | Autriche         | 1:20.01     | +0.60       |
| 7                         | 26      | Matthieu Bailet       | France           | 1:20.13     | +0.72       |
| 8                         | 17      | Travis Ganong         | États-Unis       | 1:20.16     | +0.75       |
| 9                         | 13      | Andreas Sander        | Allemagne        | 1:20.29     | +0.88       |
| 10                        | 18      | Beat Feuz             | Suisse           | 1:20.34     | +0.93       |
| 11                        | 7       | Marco Odermatt        | Suisse           | 1:20.37     | +0.96       |
| 12                        | 11      | Kjetil Jansrud        | Norvège          | 1:20.45     | +1.04       |
| 13                        | 6       | Emanuele Buzzi        | Italie           | 1:20.71     | +1.30       |
| 14                        | 4       | James Crawford        | Canada           | 1:20.76     | +1.35       |
| 15                        | 31      | Jared Goldberg        | États-Unis       | 1:20.85     | +1.44       |
| 16                        | 22      | Simon Jocher          | Allemagne        | 1:21.04     | +1.63       |
| 17                        | 38      | Henrik Røa            | Norvège          | 1:21.15     | +1.74       |
| 18                        | 21      | Jeffrey Read          | Canada           | 1:21.20     | +1.79       |
| 19                        | 24      | Matteo Marsaglia      | Italie           | 1:21.24     | +1.83       |
| 20                        | 42      | Jan Zabystran         | Tchéquie         | 1:21.33     | +1.92       |
| 21                        | 19      | Nils Allègre          | France           | 1:21.34     | +1.93       |
| 22                        | 40      | Albert Ortega         | Espagne          | 1:21.48     | +2.07       |
| 23                        | 15      | Christof Innerhofer   | Italie           | 1:21.63     | +2.22       |
| 24                        | 23      | Bostjan Kline         | Slovénie         | 1:21.74     | +2.33       |
| 25                        | 30      | Martin Cater          | Slovénie         | 1:21.90     | +2.49       |
| 26                        | 41      | Joan Verdú Sánchez    | Andorre          | 1:21.92     | +2.51       |
| 27                        | 33      | Bryce Bennett         | États-Unis       | 1:21.93     | +2.52       |
| 28                        | 43      | Willis Feasey         | Nouvelle-Zélande | 1:22.76     | +3.35       |
| 29                        | 47      | Barnabas Szollos      | Israël           | 1:22.83     | +3.42       |
| 30                        | 34      | Marco Pfiffner        | Liechtenstein    | 1:23.02     | +3.61       |
| 31                        | 46      | Martin Bendik         | Slovaquie        | 1:24.85     | +5.44       |
| 32                        | 55      | Juhan Luik            | Estonie          | 1:26.56     | +7.15       |
| 33                        | 50      | Elvis Opmanis         | Lettonie         | 1:27.45     | +8.04       |
| 34                        | 49      | Benjamin Szollos      | Israël           | 1:29.06     | +9.65       |
| —                         | 1       | Christian Walder      | Autriche         | Abandon     | Abandon     |
| —                         | 2       | Loïc Meillard         | Suisse           | Abandon     | Abandon     |
| —                         | 3       | Mauro Caviezel        | Suisse           | Abandon     | Abandon     |
| —                         | 12      | Mattia Casse          | Italie           | Abandon     | Abandon     |
| —                         | 14      | Max Franz             | Autriche         | Abandon     | Abandon     |
| —                         | 16      | Johan Clarey          | France           | Abandon     | Abandon     |
| —                         | 25      | Miha Hrobat           | Slovénie         | Abandon     | Abandon     |
| —                         | 27      | Felix Monsen          | Suède            | Abandon     | Abandon     |
| —                         | 29      | Dominik Schwaiger     | Allemagne        | Abandon     | Abandon     |
| —                         | 32      | Broderick Thompson    | Canada           | Abandon     | Abandon     |
| —                         | 35      | Olle Sundin           | Suède            | Abandon     | Abandon     |
| —                         | 36      | Armand Marchant       | Belgique         | Abandon     | Abandon     |
| —                         | 37      | Nejc Naralocnik       | Slovénie         | Abandon     | Abandon     |
| —                         | 39      | Mattias Rönngren      | Suède            | Abandon     | Abandon     |
| —                         | 45      | Adur Etxezarreta      | Espagne          | Abandon     | Abandon     |
| —                         | 48      | Arnaud Alessandria    | Monaco           | Abandon     | Abandon     |
| —                         | 51      | Marcus Vorre          | Danemark         | Abandon     | Abandon     |
| —                         | 52      | Ivan Kovbasnyuk       | Ukraine          | Abandon     | Abandon     |
| —                         | 53      | Filip Balaz           | Slovaquie        | Abandon     | Abandon     |
| —                         | 54      | Juan Pablo Vallecillo | Argentine        | Abandon     | Abandon     |
| —                         | 56      | Lauris Opmanis        | Lettonie         | Abandon     | Abandon     |
| —                         | 44      | Ondrej Berndt         | Tchéquie         | Non partant | Non partant |